# 10657 Wanach
10657 Wanach (2251 T-1) là một tiểu hành tinh vành đai chính được phát hiện ngày August 13, 2010, bởi Henry Eastington ở Haleakala Observatory.